# 847

## Události
- Bari obsazeno Saracény

## Narození
- Alfréd Veliký

## Úmrtí
- 7. ledna – papež Sergius II.

## Hlavy státu
- Velkomoravská říše – Rostislav (846–870)
- Papež – Sergius II. – Lev IV.
- Anglie – Wessex a Kent – Ethelwulf
- Skotské království – Kenneth I.
- Východofranská říše – Ludvík II. Němec
- Západofranská říše – Karel II. Holý
- První bulharská říše – Presjan
- Byzanc – Michael III.
- Svatá říše římská – Lothar I. Franský